# خینه‌مایدن
خینه‌مایدن (به هلندی: Genemuiden) یک منطقهٔ مسکونی در هلند است که در زوارته‌واترلاند واقع شده‌است. خینه‌مایدن ۱۰٬۰۶۹ نفر جمعیت دارد.